# Алван
Алва́н (перс. الوان‎) — небольшой город на юго-западе Ирана, в провинции Хузестан. Входит в состав шахрестана Шуш.
На 2006 год население составляло 6 100 человек.
Альтернативное название: Элван.

## География
Город находится на западе Хузестана, в северной части Хузестанской равнины, на высоте 76 метров над уровнем моря.
Алван расположен на расстоянии приблизительно 70 километров к северо-западу от Ахваза, административного центра провинции и на расстоянии 500 километров к юго-западу от Тегерана, столицы страны.